# Mahāvastu
Mahāvastu (från sanskrit, "De stora händelserna") är ett buddhistiskt verk som skildrar Buddhas liv. Texten kopplas till Mahasamghika-inriktningen, och innehåller inslag som en del forskare menar är förstadier till mahayana.
Texten är uppdelad i tre delar, och har ändrats på många gånger under historien. Den äldsta versionen kommer troligtvis från 100-talet e.Kr. Den första delen innehåller en beskrivning av några av Buddhas tidigare liv som bodhisattva. Den andra delen innehåller en beskrivning av Buddhas tidigare liv i Tusitahimlen, och den tredje delen beskriver bland annat formandet av den buddhistiska gemenskapen av munkar och nunnor (sanghat).